# Benjamin Péret
Benjamin Péret (Rezé, Loire-Atlantique, 4 de Julho de 1899 — Paris, 18 de Setembro de 1959) foi um dos mais importantes poetas surrealistas francêses e destacado militante trotskista. Sua influência literária pode ser percebida em escritores como Octavio Paz e César Moro. Peret foi casado com a cantora lírica Elsie Houston, irmã de Mary Houston Pedrosa, esposa do crítico modernista e militante trotskista Mário Pedrosa (Aracy A. Amaral. Tarsila, sua obra e seu tempo. pg 287). 

## Biografia
O jovem foi obrigado pela própria mãe a alistar-se no exército francês, às vésperas da I Guerra Mundial. Isso provocou nele uma profunda repulsa pelo autoritarismo, que procurou combater ao longo de toda sua vida.
Após a primeira Grande Guerra, filiou-se ao movimento Dadá, com o qual romperia em 1922, juntamente com seu amigo André Breton. Ambos, ao lado de personalidades como Louis Aragon, Philippe Soupault e Paul Éluard, fundaram o surrealismo. Ao lado de Pierre Naville, foi responsável pela edição dos primeiros números da revista La Révolution Surréaliste (1924). Ganhava a vida como editor de jornais e redator policial no Petit Parisien.
Em 1927 se casa con a cantora lírica brasileira Elsie Houston. Entre 1929 e 1931 reside no Brasil militando com Mário Pedrosa, Lívio Xavier, Aristides Lobo, na formação da Oposição de Esquerda no Brasil. Em 31 de agosto de 1931 nasce seu filho Geyser no Rio de Janeiro. Expulso do Brasil em 1931 por Getúlio Vargas, regressa à França.
Tomou parte na Guerra Civil Espanhola ao lado dos Republicanos. Em 1936 conhece em Barcelona a pintora "logicofobista" Remedios Varo, com quem manteria longa  relação, casando-se com ela em 1943, com o falecimento de Elsie Houston.
Depois da ocupação da França pelos nazistas vai para o México, lá permanecendo de janeiro de 1942 a 1947. No México conhece Natália Sedova (viúva de Trotsky), exilada na Cidade do México (1941-1948). Retorna depois para Paris, para atuar com Breton na direção do Movimento Surrealista até sua morte. Foi o único dos surrealistas fundadores que permanece ao lado de Breton até o fim. Foi sepultado no cemitério Batignolles em París.

### Péret no Brasil: agitador cultural
No início de 1929, ano da publicação do Segundo Manifesto do Surrealismo, Péret decide mudar-se para o Rio de Janeiro com sua esposa, a brasileira Elsie Houston. Ao lado de Elsie, Péret viaja pelo Norte e o Nordeste do Brasil entre 1929 e 1931, fazendo pesquisas etnográficas.
Em 21 de Janeiro de 1931, ao lado de Mário Pedrosa, Lívio Xavier e Aristides Lobo, Péret fundará a Liga Comunista - (Oposição de Esquerda), de linha trotskista. Péret (que tinha o codinome de Maurício), foi um dos encarregados da Comissão de Agitprop (ou agitação e propaganda). Entre seus planos como agitador cultural, consta a criação de uma cooperativa cinematográfica, para exibição de filmes revolucionários e a produção de um panfleto em "linguagem popular" sobre o Golpe de 1930 (Marques Neto, 1993, p. 179).
Sergio Lima, autor do livro A Aventura Surrealista (Editora Vozes) lembra ainda que o poeta surrealista Benjamin Péret, quando veio ao Brasil, em 1929, foi acolhido por uma vanguarda intelectual e política, ligada ao movimento antropofágico e à esquerda trotskista, como Patrícia Galvão – a Pagu –, Flávio de Carvalho e Mário Pedrosa. "Pagu e Flávio foram hóspedes de Péret em Paris, em 1934/5", afirma Lima. Entre 1955 e 1956 Péret voltará a viver no Brasil.

## Péret por Mário Pedrosa
O crítico de arte e militante trotskista Mário Pedrosa, membro fundador da Liga Comunista (Oposição), foi amigo (e, posteriormente, cunhado) de Benjamin Péret, a quem conheceu durante uma longa estadia na Europa, em 1928. Numa carta endereçada ao amigo Lívio Xavier, Pedrosa assim descreve o poeta:
O Péret – é aquilo mesmo que nós pensávamos. Camarada simpático, simples, sem grande inteligência, doido, vagabundo, poeta, entusiasmado, forte – e intelectualmente – seguindo o Breton e o Aragon, sobretudo o primeiro. (Marques Neto, 1993, p. 298)

## Obras
português (poesia)
- Morte aos Chuis e ao Campo de Honra 1967. Publicações Engrenagem. 1977 Ed: & Etc. 140 pgs.
- Os Tomates Enlatados - Colhôes Enraivecidos 1980. Antígona ISBN 9789726080442. 78 pgs.
- Amor sublime: ensaio e poesia. São Paulo: Brasiliense, 1985. Org. Jean Puyade.
- A Ovelha Galante 1993. Ed: & Etc. 87 pgs.

português (obras acadêmicas)
- Candomblé e macumba. São Paulo: "Diário da Noite". 25 de Novembro de 1930.
- Antologia de mitos, lendas e contos populares da América. Paris: Albin Michel, 1960 (obra póstuma).
- O Quilombo dos Palmares. Porto Alegre: Ed. da UFRGS, 2002 (reedição). ISBN 8570256558
- Na Zona Tórrida do Brasil: visita aos indígenas. Tradução e posfácio de Leonor Lourenço de Abreu. Textos de Jérôme Duwa  e Michael Löwy. São Paulo: Edições 100/cabeças. 2021. ISBN 9786587451046
- Antologia de mitos, lendas e contos populares da América. Tradução de Alexandre Barbosa de Souza. Apresentação de Michael Löwy. Prefácio de Karla Segura Pantoja e Gérard Roche. Cronologia de Alex Januário. São Paulo: Edições 100/cabeças. 2023. ISBN 978-65-87451-16-9

francês
- Œuvres complètes, tomes I à III, Eric Losfeld / Association des amis de Benjamin Péret..
- Œuvres complètes, Tome IV à VII, José Corti. / Association des amis de Benjamin Péret
- Le Passager du transatlantique (1921)
- 152 Proverbes mis au goût du jour, com Paul Éluard (1925)
- Dormir, dormir dans les pierres; : poème / Dessins d'Yves Tanguy. Paris : Éditions Surréalistes, 1927
- Le Grand Jeu (1928)
- De derrière les fagots (1934)
- Je sublime (1936)
- Je ne mange pas de ce pain-là (1936)
- Le Déshonneur des poètes (1945)
- Dernier malheur dernière chance (1945)
- Un point c'est tout (1946)
- Air mexicain (1952)
- L'invention du monde roteiro realizado por Michel Zimbacca e Jean-Louis Bédouin (1952)
- Le Livre de Chilam Balam de Chumayel (1955)
- Anthologie de l’amour sublime (1956)
- Gigot, sa vie, son œuvre (1957)
- Anthologie des mythes, légendes et contes populaires d’Amérique (1960)
- Pour un second manifeste communiste com Grandizo Munis - Fomento Obrero Revolucionario Ed. Losfeld (1965)
- Le déshonneur des poètes e La parole est à Péret, postfácio de Joël Gayraud, Éditions Mille et une nuits, Paris (1996).

francês sobre Péret
- Benjamin Péret / Présentation par Jean-Louis Bédouin; textes, bibliographie, portraits, fac-similé. Paris: P. Seghers, c1961.
- A la mémoire de Benjamin Péret, Paris, groupe Spartacus, mars 1963. Tract de Louis Janover, Roger Langlais et Bernard Pécheur, cosigné par les groupes Pouvoir Ouvrier et Fomento Obrero Revolutionario. Cf. Front Noir (n°1, juin 1963); et l'Association des Amis de Benjamin Péret qui l'a reproduit à son tour intégralement dans A propos de Péret. Le surréalisme pris en otage par ses sectaires, même, Paris, 1987.
- Claude Courtot, Introduction à la lecture de Benjamin Péret, Paris, 1965.
- Jean-Michel Goutier, (dir.) Benjamin Péret, Paris, 1982.
- Guy Prévan Péret Benjamin, révolutionnaire permanent, Paris, 1999.

espanhol
- Los Tesoros Del Museo Nacional de México. Escultura Azteca. Com 20 fotografías de Manuel Álvarez Bravo. México D. F.: Ediciones Íbero-Americanas, 1943.
- Los Sindicatos Contra La Revolución. Com G. Munis. Barcelona: FOR (Fomento Obrero Revolucionario), circa 1960.

espanhol (traduções)
- Mueran Los Cabrones Y Los Campos Del Honor. Tradução de Rodolfo Hinostroza. Barcelona: Tusquets Editores-Marginales 48, 1976. 112 p. ISBN 84-7223-048-1
- 152 Proverbios Adaptados Al Gusto De Nuestro Tiempo. Tradução John Robert Colombo. Desenhos Ludwig Zeller. Toronto: Oasis Publications, 1977. 26 p. Obra tri-língue francês, inglês.
- El Gran Juego. Prólogo de Robert Benayoun. Colofón de Jean-Louis Bedouin. Versão de Manuel Álvarez Ortega. Madrid: Alberto Corazón Editor (Volumen CXVIII De La Colección Visor De Poesía), 1980. 224 p. Contém traduções de poemas de La Cuarta Parte De La Vida, La Pesca En Río Revuelto, El Trabajo Anormal y El Pasajero Del Trasatlántico. ISBN 84-7053-224-3
- El Vizconde Pajillero De Los Cojones Blandos. Ilustraciones de Ives Tanguy. Tradução de Xavier Domingo. Barcelona: Tusquets Editores-La Sonrisa Vertical, 1990. 88 p. ISBN 84-7223-198-4
- Pulquería Quiere Un Auto Y Otros Cuentos. Introdução de Octavio Paz. Epílogo de Lourdes Andrade. Tradução Ida Vitale. Desenhos Gunther Gerzso. México D. F.: Editorial Vuelta-Colección Las Insulas Extrañas, 1996.
- Air Mexicain / Aire Mexicano. Edición Bilingüe. Prefacio de Jean-Louis Bedouin. Traducción del poema por José De La Colina. Traducción del prefacio por Glenn Gallardo. México D. F.: Editorial Aldus, 1996-1997. 92 p.
- Historia Natural. Traducción de Lourdes Andrade. Ilustrações de Magali Lara. México, D. F.: Artes De México-Colección Tiempo Detenido, 2000. 64 p. ISBN 968-6533-97-4
- El Quilombo De Palmares. La República De Los Esclavos Libres: Brasil, 1640-1695. Tradução Joaquín Sirera. Barcelona: Ediciones Octaedro-Colección Límites, 2000. 128 p. ISBN 84-8063-345-6
- El Deshonor De Los Poetas. Barcelona: Ediciones Anagal-Nómada 10, 2006. 88 p.

inglês obras
- Death to the Pigs and the Field of Battle.  Atlas Press, 1988.
- Mad Balls.  Atlas Press, 1991.
- The Automatic Muse.  Atlas Press, 1994.
- From the Hidden Storehouse (Selected Poems by Benjamin Peret).  Oberlin College, 1991.